# Helen Hodgman
Helen Hodgman (27. April 1945 in Aberdeen, Schottland – 6. Juni 2022 in Sydney, Australien) war eine australische Schriftstellerin.

## Leben
Hodgman wurde in Aberdeen, Schottland, geboren. Sie verbrachte ihre Kindheit in England, bevor die Familie nach Australien auswanderte. Sie verließ die Schule vorzeitig und versuchte sich bei verschiedenen Jobs. Sie heiratete früh und wurde mit zwanzig Jahren Mutter einer Tochter. Ihre Erfahrung als junge Mutter schilderte sie in ihrem ersten Roman des Jahres 1976 Blue Skies. Es folgten weitere Romane. 1983 wurde bei ihr die Parkinson-Krankheit diagnostiziert, ab 2001 konnte sie nicht mehr schreiben. Hodgman starb am 6. Juni 2022 in Sydney.

## Auszeichnungen und Preise
- 1979: Somerset Maugham Award für Jack and Jill.
- 1989: Christina Stead Fiction Prize für Broken Words.

## Veröffentlichungen
- 1976: Blue Skies, ISBN 978-0-7156-1177-7; deutsch von Anne Rademacher: Gleichbleibend schön (2012), Roman. ISBN 978-3-8135-0472-9.[3]
- 1978: Jack and Jill, ISBN 978-0-7156-1304-7; deutsch von Anne Rademacher: Jack & Jill (2015), Roman. ISBN 978-3-641-12422-9.
- 1988: Broken Words. Penguin Australia, Ringwood, Victoria, Australien 1988, ISBN 978-0-14-010234-5. US Ausgabe (1989): Ducks. Harmony Books, New York City, ISBN 978-0-517-57397-6.
- 1996: Passing Remarks, ISBN 978-0-86824-677-2.
- 1998: Waiting for Matindi. Ballantine Books, New York City, ISBN 978-1-86448-809-8.
- 2001: The Bad Policeman, ISBN 978-1-86508-435-0.